# بندر سری پوترا
بندر سری پوترا (به لاتین: Bandar Seri Putra) یک عوارض جغرافیایی در مالزی است که در سلانگور واقع شده‌است.